# Walter Gargano
Walter Gargano, vollständiger Name Walter Alejandro Gargano Guevara, (* 23. Juli 1984 in Paysandú) ist ein uruguayischer Fußballspieler.

## Karriere

### Verein
Der "Mota" genannte Walter Gargano stammt aus einer fußballbegeisterten Familie. Sein ebenfalls den Vornamen Walter tragender Vater war als Fußballspieler bei Paysandú Rampla Juniors aktiv, bei dem auch sein Bruder Tadeo spielte. Walter Gargano begann im Alter von drei Jahren mit dem Fußballspielen beim mittlerweile nicht mehr existenten Verein La Centella in Paysandú. Die Mannschaft trat in der Liga de Baby Fútbol del Puerto de Paysandú an. Später spielte er für die Vereine San Miguel und Independencia. In seiner Jugendzeit kam er bereits im Mittelfeld zum Einsatz. Während eines Spiels der Departamento-Auswahl gegen Danubio wurde der damalige Juniorenspieler von Trainer Rafael Perrone entdeckt. Bald darauf führte Garganos Weg nach Montevideo. Dort durchlief er sämtliche Jugendmannschaften des Danubio FC und debütierte schließlich im Alter von 19 Jahren bei der Herren-Mannschaft in der Primera División. Unter der Regie seines dortigen Trainers Gerardo Pelusso gewann er direkt zu Beginn seiner Karriere im Jahr 2004 die Uruguayische Meisterschaft. Auch nahm Danubio an der Copa Libertadores teil. In der Saison 2006/07 gewann Danubio erneut ebenso das Torneo Apertura 2006 wie auch das Torneo Clausura 2007 und sicherte sich somit den nationalen Meistertitel in jener Saison. Insgesamt absolvierte Garganos nach Angaben auf dessen eigener Internetpräsenz zwischen 2004 und 2007 114 Spiele für Danubio, in denen er drei Tore erzielte. In externen Quellen werden für den Zeitraum 2003 bis 2007 83 Einsätze als Ligaeinsätze bei drei erzielten Toren geführt. Dabei stand er jeweils in der Startformation seiner Mannschaft.
Am 24. Juli 2007 wechselte der uruguayische Mittelfeldspieler, der auch einen italienischen Pass besitzt, zum italienischen Traditionsverein SSC Neapel, wo er einen Vertrag von fünf Jahren bis 2012 unterzeichnete.
Er debütierte für den SSC Neapel am 15. August 2007 in der ersten Runde des italienischen Pokals gegen die AC Cesena. Er debütierte in der Serie A am 26. August 2007 in Neapel in der Partie gegen Cagliari Calcio. Am 20. Oktober 2007 gelang ihm im Olympiastadion gegen den AS Rom (4:4) sein erstes Tor für die Süditaliener.
Im März 2010 verlängerte er seinen Vertrag in Neapel vorzeitig und unterzeichnete bis 2015. In der Saison 2011/12 gewann Gargano mit Neapel den italienischen Pokal, wobei er im Final allerdings nicht auf dem Platz stand.
Am 23. August 2012 wurde bekannt, dass Gargano an Inter Mailand ausgeliehen wird. Die Mailänder erhalten außerdem die Option für eine permanente Verpflichtung. In seiner ersten Saison bei den Mailändern absolvierte er 28 Spiele in der Serie A und wurde siebenmal in der Europa League eingesetzt.
Am 1. September 2013 wurde Gargano an den FC Parma ausgeliehen. Dort debütierte er am 16. September 2013 in der Partie gegen den AS Rom. Bis zu seinem letzten Einsatz am 4. Mai 2014 absolvierte er in der Saison 2013/14 21 Spiele sowie die ersten elf Minuten der am 2. Februar 2014 abgebrochenen und am 2. April 2014 ohne seine Beteiligung nachgeholten Partie des 22. Spieltags gegen den AS Rom für Parma in der Serie A und erzielte einen Treffer. Zur Spielzeit 2014/15 kehrte er zum SSC Neapel zurück. Dort kam er in jener Saison 24-mal (kein Tor) in der Serie A zum Einsatz. Zudem lief er in zwei Partien (kein Tor) der Champions-League-Qualifikation und sechs Begegnungen (kein Tor) der Europa League 2014/15 auf. Sein Verein schloss die Saison als Tabellenfünfter ab und erreichte in der Europa League sowie in der Coppa Italia jeweils das Halbfinale. Anfang Juli 2015 wechselte er nach Mexiko zu CF Monterrey. Die Ablösesumme soll 1,5 Millionen Dollar betragen haben. Bei den Mexikanern absolvierte er bislang (Stand: 23. Juli 2017) 64 Erstligaspiele (kein Tor), zwölf Partien (kein Tor) der Copa México und drei Begegnungen (kein Tor) der CONCACAF Champions League. Am 24. Juli 2017 wurde sein Wechsel zum Club Atlético Peñarol offiziell verkündet.

### Nationalmannschaft
Walter Gargano gab sein Debüt in der Nationalmannschaft Uruguays am 30. Mai 2006 im Freundschaftsspiel gegen Libyen. Er nahm an der Copa América 2007 teil, wo er mit Uruguay den vierten Platz erreichte und schaffte mit dem Team die Qualifikation für die Weltmeisterschaft 2010 in Südafrika. Für dieses Turnier wurde er dann auch von Óscar Tabárez ins Aufgebot Uruguays berufen. Bei der Weltmeisterschaft erreichte Gargano mit Uruguay den vierten Platz, wobei er dreimal eingesetzt wurde. Im Jahr 2011 gewann Gargano mit seiner Nationalmannschaft die Copa América, er selbst stand dabei zweimal auf dem Platz. Auch beim FIFA-Konföderationen-Pokal 2013 wirkte er mit. Bei der Weltmeisterschaft 2014 in Brasilien gehörte er erneut dem Aufgebot Uruguays an.
Bislang absolvierte er 64 Länderspiele, in denen er einen Treffer erzielte. Sein vorläufig letzter Einsatz datiert vom 14. Juni 2014.

## Erfolge

### Nationalmannschaft
- Copa América: 2011

### Verein
- Uruguayische Meisterschaft: 2004, 2006/07
- Italienischer Pokal: 2011/12

## Privates
Gargano ist mit Michaela Hamšík, der Schwester seines ehemaligen Teamkollegen Marek Hamšík, liiert. Die beiden haben zusammen einen Sohn.